# Obujam stapaja
Obujam stapaja, obujam koji klip istisne na svom putu iz DMT u GMT. 
Obujam stapaja jednak je:
{\displaystyle V_{s}=s\times {\frac {d^{2}\times \pi }{4}}}
gdje je 
s - stapaj
d - promjer cilindra motora
Obujam stapaja važan je parametar motora iz kojeg se dobiva obujam motora, parametar koji svi proizvođači motora navode prilikom opisa svojih proizvoda.